# Aleksandrów (powiat kolski)
Aleksandrów – wieś w Polsce położona w województwie wielkopolskim, w powiecie kolskim, w gminie Chodów.
| SIMC    | Nazwa        | Rodzaj    |
| ------- | ------------ | --------- |
| 0281795 | Kocewia Mała | część wsi |
| 0281803 | Stawiska     | część wsi |

W latach 1975–1998 miejscowość należała administracyjnie do województwa konińskiego.